# Углежжение (станция)
Углежжение — станция Свердловской железной дороги, расположенная в посёлке Новая Кола, микрорайоне в составе города Серова в Свердловской области России.

## История
В районе современной Новой Колы в XIX веке были Колинские рудники, в которых добывали хромистый железняк. 
Посёлок Новая Кола был основан в 1931 году после начала массового переселения раскулаченных в соответствии с постановлением ЦК ВКП(б) от 30 января 1930 года «О мероприятиях по ликвидации кулацких хозяйств в районах сплошной коллективизации». В эти годы в Надеждинском районе Уральской области РСФСР возводится много спецпосёлков; один из них Новая Кола. К 1932 году в посёлке были выстроены бараки для прибывших спецпоселенцев. В это время в Новой Коле были выстроены печи, где сжигали брёвна и получали древесный уголь для использования в мартеновских печах металлургического завода соседнего города Надеждинска. Новоколинское углежжение имело углевыжигательную печь системы Морозова. В 1932 году уже работала углехимбиржа, где многие спецпоселенцы работали жигарями. Функционировавшее Новоколинское углежжение принадлежало (1937) тресту «Ураллестяж».
В 1936 году был открыт разъезд Углежжение Пермской железной дороги. Рядом с Новоколинским углежжением (углевыжигательным заводом) была построена ширококолейная железнодорожная станция Углежжение. В 1939 году продолжали работать печи Углежжения, готовили древесный уголь для Надеждинского металлургического завода. Проживавшие в посёлке спецпоселенцы имели ограничения, за пределы города выезжать не разрешалось. В Новой Коле работала крупная лесоперевалочная база, известностью по области пользовалась новоколинская ферма совхоза «Серовский». Эти предприятия содержали жилой фонд и социальную сферу посёлка. Головное предприятие: лесоперевалочная база. 
Ещё в 1995 году в посёлке функционировала конная узкоколейная железная дорога на Новоколинском углежжении. В 1995 году предприятие углежжения действовало, на нём сохранялись рельсовые пути узкой колеи, на котором использовалась конная тяга. Позднее предприятие было закрыто, пути узкой колеи разобраны. Рельсовый путь узкой колеи на Новоколинском углежжении (углевыжигательный завод) при лесоперевальной базе прилегает к железнодорожной линии Серов — Алапаевск Востояного Уральского железнодорожного хода.
12 апреля 2014 года произошёл крупный пожар в районе станции Углежжение, где горели отходы деревообработки (горбыль), площадь пожара составила 3000 квадратных метров; в тушении были задействованы 18 единиц техники и 51 человек личного состава, в том числе от МЧС: 9 единиц техники и 19 человек личного состава.